# دشمنان ثروت
دشمنان ثروت (به هندی: Daulat Ke Dushman) فیلمی هندی محصول سال ۱۹۸۳ و به کارگردانی بیمال راوال است. در این فیلم بازیگرانی همچون شاتورگان سینها، وینود کانا، منجوشری، آجیت خان، پران، پریم چوپرا، هلن، آریونا ایرانی، بیندو، محمود علی، آقا و ناصر حسین ایفای نقش کرده‌اند.